# Кубок Уругвая по футболу
Кубок Уругвая по футболу, официально — Кубок АУФ Уругвая (исп. Copa AUF Uruguay) — ежегодное официальное кубковое соревнование футбольных клубов Уругвая, организованное Уругвайской футбольной ассоциацией (АУФ). Первый розыгрыш турнир состоялся в 2022 году. С 2023 года победитель турнира будет получать путёвку в следующий розыгрыш Южноамериканского кубка.

## История и формат розыгрыша
В Уругвае никогда не было турнира, который можно было бы назвать полным аналогом европейских национальных кубковых турниров. Лишь в 1969 году АУФ организовала «Кубковый турнир» имени Альфредо Лиса с участием команд из двух высших дивизионов. Но даже в нём присутствовал сначала групповой этап (результаты многих матчей не сохранились), а плей-офф начинался только с полуфинала. Победителем стала «Рампла Хуниорс», которая в 1970 году выступила в единственном розыгрыше Кубка обладателей кубков КОНМЕБОЛ в 1970 году, организованном КОНМЕБОЛ. Клубы из низших дивизионов также считанное число раз допускались до других турниров АУФ, например, в розыгрышах Лигильи 1995 и 1997 годов.
В начале 2018 года в Уругвае стала активно обсуждаться тема учреждения полноценного Кубка страны с представителями всех профессиональных и полупрофессиональных дивизионов, и который бы полностью проходил по системе плей-офф. Эти планы были несколько скорректированы из-за пандемии COVID-19, однако 20 апреля 2022 года АУФ всё же объявила о создании Кубка Уругвая — эта идея была поддержана рядом ведущих клубов страны.
Первый розыгрыш Кубка Уругвая стартовал 4 июля 2022 года матчем «Такуарембо» — «Купер» (5:1). В финале первого турнира встретились клуб Примеры, 4-кратный чемпион Уругвая, «Дефенсор Спортинг» и Ла-Лус, который в 2022 году впервые в своей истории добился права сыграть в высшем дивизионе страны. «Дефенсор Спортинг» одержал победу со счётом 1:0, став первым обладателем трофея.

## Финалы
| Сезон | Победитель        | Счёт | Финалист |
| ----- | ----------------- | ---- | -------- |
| 2022  | Дефенсор Спортинг | 1:0  | Ла-Лус   |

## Статистика
| Клуб              | Титулов | Финалов |
| Дефенсор Спортинг | 1       |         |
| Ла-Лус            |         | 1       |